# Grote Prijs Stad Zottegem 2010
Il Grote Prijs Stad Zottegem 2010, settantacinquesima edizione della corsa e valida come evento dell'UCI Europe Tour 2010 categoria 1.1, si svolse il 17 agosto 2010 su un percorso di 192,3 km. Fu vinta dall'olandese Stefan van Dijk che terminò la gara in 4h25'42", alla media di 43,425 km/h.
Al traguardo 93 ciclisti portarono a termine il percorso.

## Ordine d'arrivo (Top 10)
| Pos. | Corridore           | Squadra         | Tempo    |
| ---- | ------------------- | --------------- | -------- |
| 1    | Stefan van Dijk     | Verandas Wil.   | 4h25'42" |
| 2    | Jean-Pierre Drucker | Differdange C.  | s.t.     |
| 3    | Jonas Van Genechten | Verandas Wil.   | s.t.     |
| 4    | Kevin Lacombe       | SpiderTech      | s.t.     |
| 5    | Steven Caethoven    | Landbouwkrediet | s.t.     |
| 6    | Egidijus Juodvalkis | Palmans Cras    | s.t.     |
| 7    | Greg Van Avermaet   | Omega Pharma    | s.t.     |
| 8    | Robert Wagner       | Skil-Shimano    | s.t.     |
| 9    | Bram Schmitz        | Van Vliet-EBH   | s.t.     |
| 10   | Marco Marcato       | Vacansoleil     | s.t.     |